# Всеволожский, Иван Михайлович
Иван Михайлович Всеволожский — воевода, посол и думный дворянин во времена правления Ивана IV Васильевича Грозного.
Из дворянского рода Всеволожские. Единственный сын Михаила Ивановича Всеволожского по прозванию Странный.
В Российской родословной книге П.В. Долгорукова не показан, упомянут в родословной росписи родословной книги из собрания М.А. Оболенского и родословной книге М.Г. Спиридова.

## Биография
Упомянут думным дворянином. В 1544 году послан вторым послом к хану Сахиб I Гераю в крымское ханство, с целью удержать хана от посылки войск на Россию во время Казанского похода. В 1545 году писал Государю из Крыма о приготовлении крымских войск для нападения на украинные города и на рязанские места. В апреле 1549 года второй воевода четвёртого Сторожевого полка в шведском походе. В 1550 году послан в Польшу четвёртым послом для заключения мира с польским королём Сигизмундом II Августом.
Имел сына Василия Ивановича Всеволожского — упомянут дворянином, в 1551 году подъездчик в полоцком походе, послан воеводою войск в под города Чеков и Березнь.